# Municipio de Atlamajalcingo del Monte
El municipio de Atlamajalcingo del Monte es uno de los 85 municipios que conforman el estado de Guerrero, en México. Se encuentra localizado en el corazón de la región de la Montaña del estado y su cabecera es la población de Atlamajalcingo del Monte.

## Geografía

### Localización y extensión
El municipio de Atlamajalcingo del Monte se localiza al oriente del estado, en la región Montaña del mismo. Posee una extensión territorial de 199.40 kilómetros cuadrados, los cuales representan un 0.31 % respecto superficie total del estado de Guerrero. Sus colindancias territoriales son al norte con el municipio de Xalpatláhuac y noroeste con Copanatoyac; al sur y este con el municipio de Metlatónoc, y al oeste con el municipio de Malinaltepec.

### Orografía e hidrografía
El territorio municipal se encuentra en una área predominantemente montañosa, la zonas accidentadas abarcan un 85 % del territorio y son representadas por elevaciones como los cerros de Ixtla, Lucerna, la Purísima y la Nube, que van desde los 2,000 a 3,000 metros sobre el nivel del mar,las zonas semiplanas abarcan 10% y las planas tan solo un 5%. La cabecera municipal se localiza en una de las zonas más bajas del territorio con 1750 m s. n. m. y la comunidad de Huehuetepec que se encuentra a 2300 m s. n. m. constituye la población con mayor altitud en el municipio.
El municipio de Atlamajalcingo del Monte forma parte de dos regiones hidrológicas: la del Río Balsas, principal recurso hidrológico en gran parte estado de Guerrero que desemboca en el Océano Pacífico, esta cubre casi todo el territorio, específicamente la zona centro-norte del municipio; La cuenca que baña a esta a esta zona del municipio es el río Tlapaneco, y en una muy pequeña porción territorial al sur la ocupa la región Costa Chica-Verde donde la principal cuenca hidrológica que enriquece a esta parte es el río Ometepec o Grande, una de las principales corrientes en la región de la Costa Chica guerrerense. Otros recursos hidrológicos del municipio son los ríos río de Cuautipán y Atlamajalcingo, los arroyos de Zilacayotitlán, El Rosario y Plan de Guadalupe.

### Climas y ecosistemas
A lo largo y ancho del territorio prevalecen tres diferentes tipos de climas: en la zona norte predomina el de tipo Semicálido subhúmedo con lluvias en verano, en la parte central y en gran mayoría prevalece el Templado Subhúmedo con lluvias en verano y hacia el sur el Semicálido húmedo con lluvias en verano.; Particularmente, la lluvias se presentan durante los meses de mayo a octubre, entre ellos, agosto y septiembre son los más lluviosos. La temperatura media anual en el municipio va de los 14° a 18 °C, exceptuando su extremo norte donde suele variar a los 18° a 22 °C. La precipitación media anual en el territorio se presenta en distintos contenidos, siendo el extremo sur donde se presentan más precipitaciones pluviales. Hacia el noreste es de 1,000 mm, en la zona centro-norte y noroeste 1,200 mm, hacia el centro-sur es de 1,500 mm y en su extremo sur presenta una precipitación de 2,000 mm.
La flora en el municipio está conformada por bosques y en algunas partes, pastizales. Por otro lado, la fauna se integra por especies animales como pumas, venados, jabalíes, tejones, tigrillos, ardillas y tuzas. En los lugares de clima templado habitan mapaches, tejones, conejos, venados, coyotes, zorras, cacomixtles, liebres, martas, ardillas y tlacuaches.

## Demografía

### Población
Según los datos que arrojó el II Censo de Población y Vivienda realizado por el Instituto Nacional de Estadística y Geografía (INEGI) con fecha censal del 12 de junio de 2010, el municipio de Atlamajalcingo del Monte contaba hasta ese año con un total de 5 706 habitantes, de dicha cantidad, 2 728 eran hombres y 2 978 eran mujeres.

### Localidades
En el censo de 2020 el municipio de Atlamajalcingo del Monte contaba con 21 localidades.
| Código INEGI    | Localidad                | Población (2020) |
| --------------- | ------------------------ | ---------------- |
| 120090012       | Zilacayotitlán           | 1 009            |
| 120090001       | Atlamajalcingo del Monte | 870              |
| 120090011       | Tepecocatlán             | 646              |
| 120090006       | Huehuetepec              | 561              |
| 120090004       | Cuautipan                | 332              |
| 120090010       | Santa Cruz               | 314              |
| 120090009       | San Isidro Labrador      | 308              |
| 120090008       | El Rosario               | 285              |
| 120090005       | Chinameca                | 243              |
| 120090027       | Colonia Guadalupe        | 228              |
| 120090026       | Juquila                  | 190              |
| 120090007       | Plan de Guadalupe        | 180              |
| 120090013       | Piedra Blanca            | 141              |
| 120090025       | Mi Patria es Primero     | 127              |
| 120090003       | Benito Juárez            | 122              |
| 120090030       | Mesón del Sur            | 101              |
| 120090023       | Colonia Santa Rosa       | 58               |
| 120090024       | Colonia Vicente Guerrero | 41               |
| 120090028       | Colonia PRD              | 29               |
| 120090002       | Álvaro Obregón           | 23               |
| 120090022       | Cerro Chapulín           | 3                |
| Total municipal | Total municipal          | 5 811            |

## Política y gobierno

### Administración municipal
El gobierno del municipio está conformado por un ayuntamiento, un síndico procurador y un cabildo formado por tres regidores por mayoría relativa y dos por representación proporcional, todos son electos mediante una planilla única para un periodo de tres años no renovables para el periodo inmediato, pero si de manera no continúa, las elecciones se celebran el primer domingo del mes de octubre y el ayuntamiento entra a ejercer su cargo el día 1 de enero del año posterior a la elección.

### Representación legislativa
Para la elección de los Diputados locales al Congreso de Guerrero y de los Diputados federales a la Cámara de Diputados de México, Atlamajalcingo del Monte se encuentra integrado en los siguientes distritos electorales:
Local:
- XXVII Distrito Electoral Local de Guerrero con cabecera en Tlapa de Comonfort.[15]

Federal:
- V Distrito Electoral Federal de Guerrero con cabecera en la ciudad de Tlapa de Comonfort.[16]

### Cronología de presidentes municipales
|  | Presidente municipal            |
|  | Guadalupe Pastrana Arias        |
|  |                                 |
|  | Raúl Vivar Villegas             |
|  | Apolinar Arias Ruíz             |
|  | Antolín Leyva Pastrana          |
|  | Epifanio Comonfort Flores       |
|  | Isaías Vivar Cano               |
|  | Benito Vivar Juárez             |
|  | Marcelino Comonfort Arias       |
|  | Luis Galindo Vivar              |
|  | Simón Vivar Juárez              |
|  | Joel Comonfort Arias            |
|  | Gerardo Comonfort Arias         |
|  | Francisco Galindo Vivar         |
|  | Juan Comonfort Madrid           |
|  | Isidoro Andrade Pastrana        |
|  | Jorge Luis Espinobarros Galindo |
|  | Felipe Vázquez Neri             |
|  |                                 |